# Falko Geiger
Falko Geiger (* 26. März 1949) ist ein ehemaliger deutscher Sprinter, der sich auf den 400-Meter-Lauf spezialisiert hatte.
Bei den Halleneuropameisterschaften 1973 in Rotterdam gewann er mit der bundesdeutschen Staffel Silber in der 4-mal-360-Meter-Staffel.
Bei den Deutschen Hallenmeisterschaften wurde er 1973 Dritter und 1974 Vizemeister über 400 Meter. 1975 wurde mit der 4-mal-400-Meter-Staffel Deutscher Hallenmeister.
Falko Geiger startete bis 1969 für die Stuttgarter Kickers, danach für den TSV München 1860 und ab 1973 für den VfB Stuttgart.

## Persönliche Bestzeiten
- 200 m: 20,9 s, 13. Juli 1968, Stuttgart
- 400 m: 46,35 s, 21. Juli 1972, München

| Personendaten    | Personendaten      |
| ---------------- | ------------------ |
| NAME             | Geiger, Falko      |
| KURZBESCHREIBUNG | deutscher Sprinter |
| GEBURTSDATUM     | 26. März 1949      |